# Reserva india de Fond du Lac

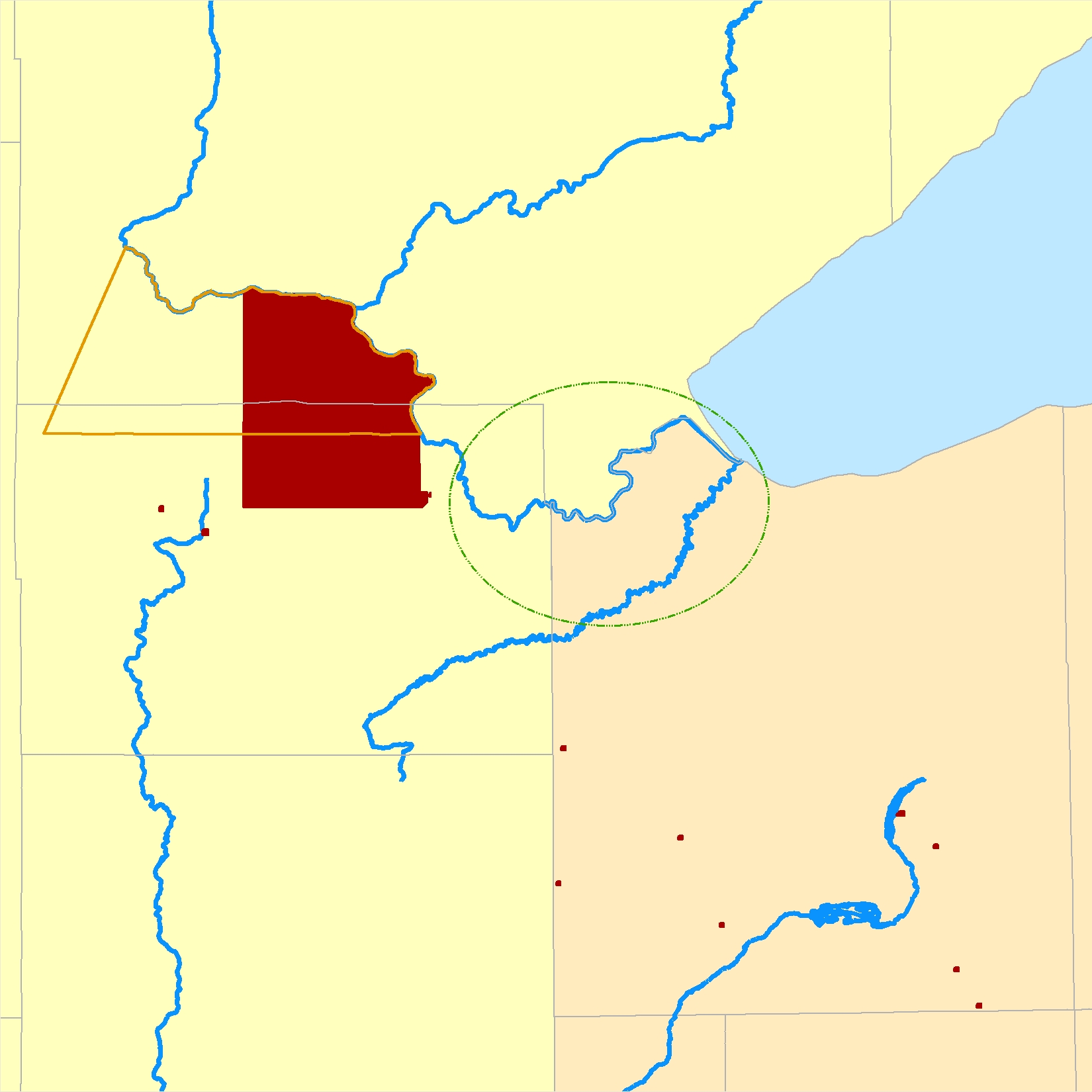
Mapa de la reserva india Fond du Lac

La reserva india Fond du Lac está situada al norte de Minnesota junto a Duluth, en los condados de Carlton y St. Louis. Antes del establecimiento de esta reserva, los chippewa de Fond du Lac Band del lago Superior se hallaban más al norte, junto al nacimiento del río St. Louis. La tribu cedió los terrenos en un tratado con el gobierno de Estados Unidos en 1854, según el cual se establecierón en la actual reserva de Fond du Lac. Hoy, la reserva es miembro de los Chippewa de Minnesota y ocupa una superficie de unos 398.437 km². Según el censo del 2000, la reserva tiene una población de 1.125 habitantes autóctonos.
La tribu tiene dos casinos, el Fond du Luth Casino en Duluth y el Casino y Hotel Black Bear, en el interior de la reserva.